# Битва при Кровавом ручье (1757)
Битва при Кровавом ручье произошла 8 декабря 1757 года во время войны французов с индейцами. Ополчение акадийцев и микмаков разгромило отряд британских солдат 43-го полка у Кровавого ручья (бывшая река Рене-Форет), который впадает в реку Аннаполис у современного Карлетон-Корнер, Новая Шотландия, Канада. Сражение произошло на том же месте, что и битва 1711 года во время войны королевы Анны.

## Предисловие
После поражения французов при осаде форта Босежур и начала Депортации акадийцев в 1755 году многие акадийцы создали в лесах партизанские группы, часто объединяясь со своими историческими союзниками микмаками. Эти группы действовали по всей Новой Шотландии до падения Новой Франции, самым известным партизаном был Жозеф Бруссар, также известный как Босолей. Несмотря на контроль над многими опорными пунктами, такими как Галифакс, Аннаполис-Ройял и форт Босежур, британцам не удалось полностью подчинить регион.
6 декабря группа из 43-го пехотного полка, гарнизон которого располагался в Аннаполис-Ройяле, рубила дрова недалеко от места первого сражения в 1711 году, когда они попали в засаду, устроенную силами акадийцев и микмаков. Один человек был убит, а еще семеро взяты в плен. В ответ на это отряд из 130 человек под командованием капитана Питера Пигу был отправлен за пленными.

## Битва
Во главе с акадийцем Гийомом Жансоном группа микмаков и акадийцев атаковала британские войска. Идя пешком вдоль южного берега реки Аннаполис, британские войска страдали от сырости и холода, прежде чем отказались от поисков пленных. Утром 8 декабря они переходили мост на реке Рене-Форет, когда на них напали микмаки и акадийцы. Британцы недолго сопротивлялись и понесли большие потери, включая капитана Пигу, после чего отступили обратно в Аннаполис-Ройял.

## Последствия
Несмотря на победу, микмаки и акадийцы не стали нападать на Аннаполис-Ройял. Однако существовало множество подобных им групп, которые продолжали преследовать и устраивать засады на британские войска в Новой Шотландии и помогать французским регулярным войскам до конца войны. В память о битве река Рене Форе была переименована в Кровавый ручей.
Место сражения в настоящее время является Национальным историческим объектом Канады.